# نظام بيئي بحري

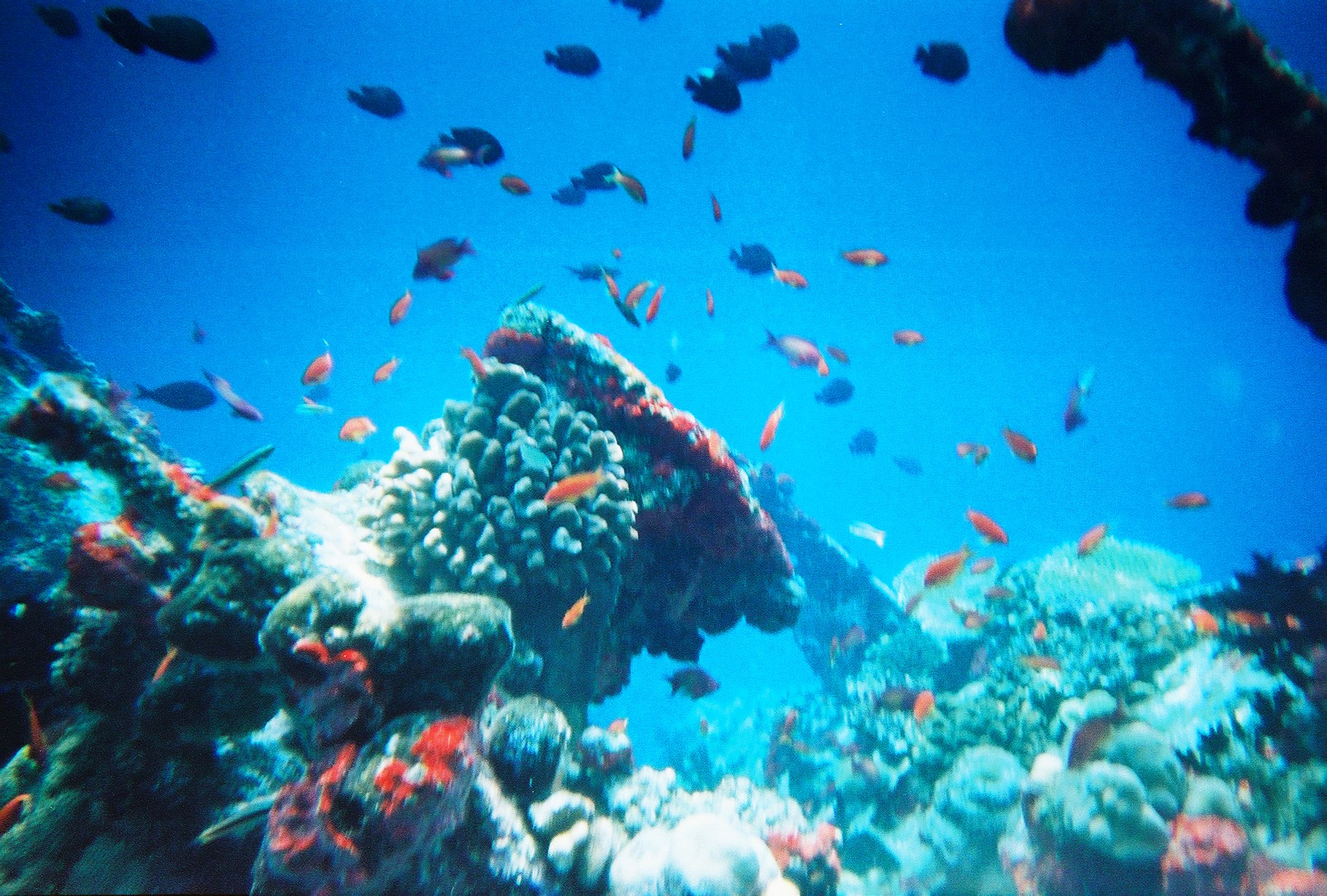
تُشكل الشعاب المرجانية جُزء من النظم البيئية البحرية.

يُعتبر النظام البيئي البحري من أكبر الأنظمة البيئية المائية في العالم. وهو يغطي 70 % من سطح الأرض وموطن كائنات من العوالق التي تشكل قاعدة الشبكة الغذائية البحرية إلى الثدييات البحرية الكبيرة بالإضافة إلى مجموع الكائنات البرمائية. ومن أمثلته المستنقعات الملحية ومناطق المد والجزر ومصبات الأنهار وقاع البحار وغيرها. وهو نظير النظام البيئي للمياه العذبة والذي قد يحتوي على نسبة أقل من الملح.
والنظم البيئية البحرية ضرورية للصحة العامة لكل من البيئات البحرية والبرية. ووفقاً لمركز الموارد العالمي، تمثل الموائل الساحلية نحو ثلث الإنتاجية البيئية البحرية. وتعتبر النظم البيئية المصبات، مثل المستنقعات المالحة ومروج الأعشاب البحرية وغابات المنغروف، من بين النظم الإيكولوجية الأكثر إنتاجية على كوكب الأرض. وتوفر الشعاب المرجانية الغذاء والمأوى لأعلى مستويات التنوع البحري في العالم.

## أنواع

### مستنقع الملح
تعتبر مستنقعات الملح بمثابة أرضية انتقال من المحيط إلى اليابسة، حيث تمتزج المياه العذبة والمالحة. غالبًا ما تتكون التربة في هذه المستنقعات من الطين وطبقة من المواد العضوية تسمى الخث. يعتبر الخث مادة نباتية متحللة مشبعة بالماء، وغالبًا ما يتسبب في انخفاض مستويات الأكسجين. تسبب حالات نقص الأكسجين هذه نمو البكتيريا التي تعطي أيضًا المستنقعات الملحية الرائحة الكبريتية التي تشتهر بها غالبًا. توجد مستنقعات الملح في جميع أنحاء العالم وهي ضرورية لإيجاد نظم بيئية صحية، إذ تعتبر فعالة للغاية وتوفر متطلبات أساسية لأكثر من 75% من أنواع الأسماك وتحمي الشواطئ من التآكل والفيضانات. يمكن تقسيم مستنقعات الملح بشكل عام إلى المستنقعات العالية، والمستنقعات المنخفضة، ومستنقعات حدود المرتفعات. يكون المستنقع المنخفض أقرب إلى المحيط، حيث تغمره المياه عند كل موجة تقريبًا باستثناء موجات المد المنخفض. تقع المستنقعات العالية بين المستنقعات المنخفضة وحدود المرتفعات وعادة ما تغمرها المياه فقط عند وجود مد أعلى من المعتاد. أما مستنقعات حدود المرتفعات، فهي عادة ما توجد على حافة المياه العذبة لها، وتقع على ارتفاعات أعلى بقليل من المستنقعات العالية، وعادة ما تغمرها الفيضانات فقط عند ظروف جوية قاسية وتعاني من ظروف تشبع بالمياه وإجهاد ملحي أقل بكثير من مناطق أخرى من المستنقعات.

### أشجار الأيكة الساحلية

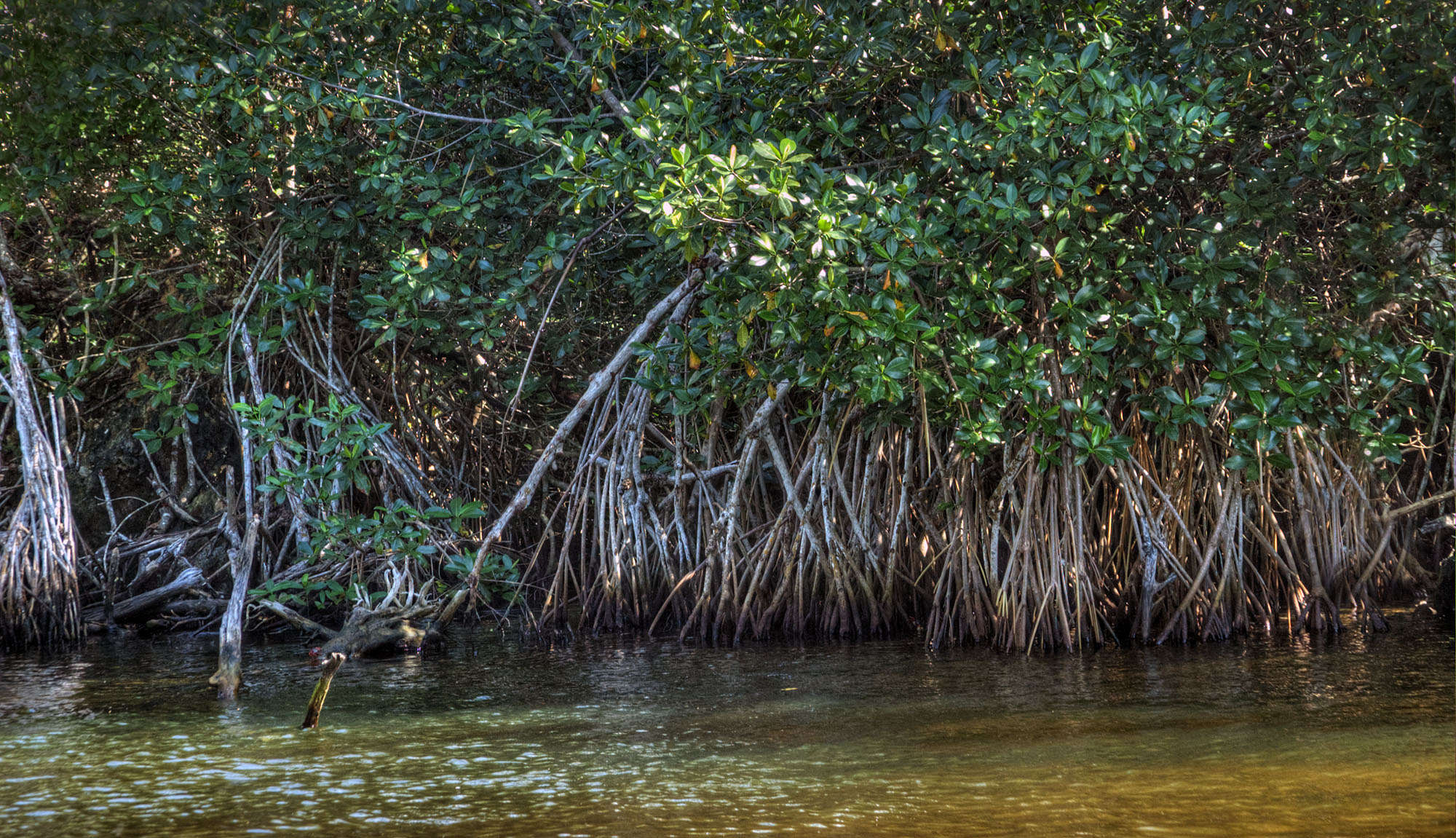
أشجار الأيكة الساحلية

تنمو أشجار أو شجيرات الأيكة الساحلية في تربة منخفضة الأكسجين بالقرب من السواحل في خطوط العرض الاستوائية أو شبه الاستوائية، وتوفر نظامًا بيئيًا فعالًا يربط بين اليابسة والبحر. تتكون أشجار الأيكة الساحلية من أنواع لا ترتبط بالضرورة ببعضها البعض وغالبًا ما تُجمّع وفقًا لخصائصها المشتركة بدلاً من التشابه الجيني. ونظرا لقربها من الساحل، فقد طورت جميعها صفات للتأقلم مثل إفراز الملح وتهوية الجذر للعيش في المياه المالحة التي تستنزف الأكسجين. غالبًا ما يمكن التعرف على أشجار الأيكة من خلال تشابك جذورها الكثيفة التي تعمل على حماية الساحل عن طريق الحد من التعرية الناتجة عن هبوب العواصف والتيارات والأمواج والمد والجزر. يعد النظام البيئي لأشجار الأيكة أيضًا مصدرًا مهمًا للغذاء للعديد من الأنواع، فضلاً عن أنه ممتاز في عزل ثاني أكسيد الكربون من الغلاف الجوي.

### مناطق البحر الوحلي
مناطق البحر الوحلي هي المناطق المرئية التي تتعرض للهواء أثناء انخفاض المد والتي تُغطى بالمياه المالحة أثناء ارتفاعه. فيما يلي أربعة أقسام فيزيائية لمنطقة المد والجزر ولكل منها خصائصه المميزة والحياة البرية، وهي: منطقة الرذاذ، منطقة المد والجزر العالية، منطقة المد والجزر الوسطى، ومنطقة المد والجزر المنخفضة. منطقة الرذاذ هي منطقة رطبة لا يتم الوصول إليها عادة إلا عن طريق المحيط وتغمر فقط بتأثير المد والجزر أو العواصف. تغمر منطقة المد والجزر العالية عند ارتفاع المد ولكنها تظل جافة لفترات طويلة. نظرًا للتباين الكبير في ظروف هذه المنطقة، فهي مأهولة بكائنات برية مرنة يمكنها التعايش معها مثل القواقع البحرية. يتدفق المد والجزر فوق منطقة المد والجزر الوسطى مرتين في اليوم وهذه المنطقة بها مجموعة أكبر من الحيوانات البرية. تغمر منطقة المد والجزر المنخفضة طوال الوقت تقريبًا عدا فترات المد والجزر الدنيا وتكون الحياة أكثر وفرة هنا بسبب الحماية التي توفرها المياه.

### المصبات
تتواجد مصبات الأنهار عندما يكون هناك تغير ملحوظ في الملوحة بين مصادر المياه المالحة والمياه العذبة. وعادة ما تتواجد حيث تلتقي الأنهار بالمحيط أو البحر. تعتبر الحياة البرية الموجودة داخل مصبات الأنهار فريدة من نوعها حيث أن المياه في هذه المناطق قليلة الملوحة - وهي مزيج من المياه العذبة التي تتدفق إلى المحيط ومياه البحر المالحة.

## خدمات النظام البيئي
بالإضافة إلى توفير العديد من الفوائد للبيئة الطبيعية، توفر النظم البيئية البحرية أيضًا خدمات للنظم البيئية الاجتماعية والاقتصادية والحيوية البشرية. تنظم الأنظمة البحرية المناخ العالمي، وتساهم في دورة المياه، وتحافظ على التنوع الحيوي، وتوفر الغذاء وموارد الطاقة، وتخلق فرصًا للترفيه والسياحة. ومن الناحية الاقتصادية، فإنها تدعم ما قيمته مليارات الدولارات من مصايد الأسماك الطبيعية وتربية الأحياء المائية والنفط والغاز البحري والتجارة والشحن.
تندرج خدمات النظم البيئية في فئات متعددة، بما في ذلك الخدمات الداعمة، وخدمات الإمداد، وخدمات التنظيم، والخدمات الثقافية.

## التهديدات
على الرغم من أن النظم البيئة البحرية توفر خدمات للنظم البيئية الأساسية، إلا أنها تواجه تهديدات مختلفة.

### الاستغلال البشري والتنمية
تتعرض النظم البيئية البحرية الساحلية لضغوط سكانية متزايدة حيث يعيش ما يقرب من 40٪ من سكان العالم على بعد 100 كيلومتر من الساحل. غالبًا ما يتجمع البشر بالقرب من الموائل الساحلية للاستفادة من النظام البيئي. على سبيل المثال، تقدر قيمة الصيد الساحلي لأشجار الأيكة والشعاب المرجانية بحوالي 34 مليار دولار سنويًا على الأقل. ومع ذلك، فإن العديد منها إما محمي بشكل مهمش أو غير محمي على الإطلاق. تراجعت مساحة أشجار الأيكة في جميع أنحاء العالم بأكثر من الثلث منذ عام 1950، و 60٪ من الشعاب المرجانية في العالم مهددة بالإزالة الآن. غالبًا ما تؤدي التنمية البشرية وتربية الأحياء المائية والتصنيع إلى تدمير الموائل الساحلية أو استبدالها أو تدهورها.
تتعرض الأنظمة البيئية البحرية السطحية للتهديد المباشر بفعل الصيد الجائر للسمك. بلغت أعداد مناطق صيد الأسماك ذروتها في أواخر الثمانينيات، لكنها تتراجع الآن على الرغم من زيادة الصيد. تتناقص الكتلة الحيوية للأسماك ومتوسط المستوى الغذائي لمناطق صيدها، ما يؤدي إلى انخفاض في التنوع البيولوجي البحري. على وجه الخصوص، أدت حالات الانقراض المحلية إلى انخفاض في الأسماك الكبيرة طويلة العمر بطيئة النمو وتلك التي لها تتكاثر في نطاقات جغرافية ضيقة. يمكن أن يؤدي انخفاض التنوع البيولوجي إلى انخفاضات مصاحبة في خدمات النظام البيئي.

### التلوث
- العناصر الغذائية
- الترسيب
- مسببات الأمراض
- المواد السامة
- القمامة والمواد البلاستيكية الدقيقة

### تغير المناخ
- ارتفاع درجات الحرارة
- زيادة وتيرة أو شدة العواصف
- تحمض المحيطات
- ارتفاع مستوى سطح البحر